# 鳳凰 (選區)
鳳凰（英語：Fung Wong，代號H04）是香港黃大仙區議會下轄的選區，1994年設立，2023年取消，末任區議員為民主黨成員鄧惠強。

## 範圍
選區位於黃大仙至慈雲山的過渡地帶，由沙田坳道、盈鳳里、龍翔道、蒲崗村道、蒲慧里、雲華街、崇華街包圍，以鳳凰新邨等私人單幢式住宅樓宇為主，亦有鄰近龍翔道的豪苑、新光中心、黃大仙消防宿舍。與其相連的選區有龍趣、龍上、竹園南、竹園北、慈雲西、鳳德與及龍星，選區名稱來自區內的鳳凰新邨，投票站設於嗇色園社會服務大樓地下之嗇色園西醫診所。

## 沿革
1993年港督彭定康推行政改方案改革區議會，取消所有委任議席及雙議席選區制度，全面實行單議席單票制，並改由選區分界及選舉事務委員會制定，區議會選區數目亦隨人口變動而大幅增加，原有雙議席黃大仙上邨及鳳凰選區依沙田坳道、盈鳳里分界，南北劃分為黃大仙上邨及鳳凰兩個選區。
1994年區議會選舉，得到港同盟匯點聯合推薦，在選區分拆前已為當區議員的譚權自動當選，選後港同盟匯點合併成立民主黨，譚權亦為當中成員，而譚權本身是一名珠寶商人，並在選區內的鳳凰新邨經營金行，而其金行同時也是議員辦事處，也是一大特色，1999年區議會選舉，由民建聯陳靜霞與民主黨譚權爭奪，最後譚權以六成幾得票勝岀。
2003年區議會選舉，因應黃大仙上邨重建完成帶動人口增加，新光中心及豪苑由龍上改劃到本區，形成現有模樣，譚權因已經七十高齡退休，未有爭取連任，本區吸引到四人參選，結果由上屆曾參選鄰區龍上選區，並獲民主黨及民協推薦、譚的助理陳炎光以不足四成得票當選，落選人包括來自民主建港聯盟的林永聰、及後多次參選的區內居民李玲鳳，以及同屬民主派背景、因應前綫時任秘書長陶君行拓展勢力策略而提名的王學今律師，值得一提的是，本次選舉兩名有民主派支持的候選人，得票位列一二，遠超於建制派候選人。
2007年區議會選舉陳炎光爭取連任，雖然陳以獨立人士角逐，但獲得民主派協調機制認可及民主黨的具名推薦，一直意欲拓展範圍的陶君行，因為領匯上市風波所引發前綫內訌後離開，並與名嘴黃毓民、立法會議員陳偉業、梁國雄等另組新黨社會民主連線，故此社民連在本區提名工程師翁洛興，另有上次曾參選的區內民眾李玲鳯，結果陳得票上升至超過五成半當選。2011年區議會選舉陳再爭取連任，面對社民連的黃軒瑋及身兼自由黨東九龍居民委員會成員的張志宏，結果陳以接近五成半得票當選。
2015年區議會選舉，因應取消委任議席，與東九龍居民委員會有所聯繫的創建力量派出時任黃大仙區議會副主席的委任議員黃錦超落戶本區，挑戰第四次參選的陳炎光，使兩位現任議員於本區競選，結果陳以1,675票擊得票1,422票的黃而連任。
2019年區議會選舉，選區範圍維持不變。陳炎光因在2018年11月被判欺詐罪成，監禁2個月3星期，雖保住區議員資格，但已意興闌珊，放棄競逐連任。另一方面，「反自動當選運動」發起人、黃大仙區議員譚香文，於2018年5月向民主動力召集人趙家賢推舉其助理鄭詩陶出選，但一直未有回應，後來於2019年1月，民主動力正式推薦陳炎光友好、民主黨新人、時為立法會議員胡志偉辦事處統籌主任的鄧惠強落區（鄧一直在陳炎光辦事處「掛單」），並擊敗建制派對手創建力量楊諾軒，保住泛民主派該區的議席。2021年7月8日，因應政府計劃追討協助民主派初選區議員的酬金津貼傳聞所帶動的區議員辭職潮中，鄧惠強辭去區議員職務。

## 歷屆議員
| 屆別                 | 議員   | 政治聯繫 | 政治聯繫 |
| -------------------- | ------ | -------- | -------- |
| 1994年－1999年       | 譚權   |          | 民主黨   |
| 2000年－2003年       | 譚權   |          | 民主黨   |
| 2004年－2007年       | 陳炎光 |          | 無黨籍   |
| 2008年－2011年       | 陳炎光 |          | 無黨籍   |
| 2012年－2015年       | 陳炎光 |          | 無黨籍   |
| 2016年－2019年       | 陳炎光 |          | 無黨籍   |
| 2020年－2021年7月8日 | 鄧惠強 |          | 民主黨   |
| 2021年7月9日－2023年 | 懸空   | 懸空     | 懸空     |

## 歷屆選舉結果
| 政党   | 政党     | 候选人    | 票数  | %     | ±      |
| ------ | -------- | --------- | ----- | ----- | ------ |
|        | 創建力量 | 1. 楊諾軒 | 1,831 | 38.85 | ▼7.07  |
|        | 民主黨   | 2. 鄧惠強 | 2,882 | 61.15 | 不適用 |
| 多数票 | 多数票   | 多数票    | 1,051 | 22.30 | ▲14.14 |

| 政党   | 政党                      | 候选人    | 票数  | %     | ±      |
| ------ | ------------------------- | --------- | ----- | ----- | ------ |
|        | 創建力量/東九龍居民委員會 | 1. 黃錦超 | 1,422 | 45.92 | ▲12.91 |
|        | 無黨派                    | 2. 陳炎光 | 1,675 | 54.08 | ▼0.23  |
| 多数票 | 多数票                    | 多数票    | 253   | 8.16  | ▼13.16 |

| 政党   | 政党                    | 候选人    | 票数  | %     | ±      |
| ------ | ----------------------- | --------- | ----- | ----- | ------ |
|        | 自由黨/東九龍居民委員會 | 1. 張志宏 | 803   | 32.99 | 不適用 |
|        | 社民連                  | 2. 黃軒瑋 | 309   | 12.70 | ▼15.07 |
|        | 無黨派                  | 3. 陳炎光 | 1,322 | 54.31 | ▼2.73  |
| 多数票 | 多数票                  | 多数票    | 519‬   | 21.32 | ▼7.95  |

| 政党   | 政党   | 候选人    | 票数  | %     | ±      |
| ------ | ------ | --------- | ----- | ----- | ------ |
|        | 無黨派 | 1. 李玲鳯 | 313   | 15.19 | 不適用 |
|        | 無黨派 | 2. 陳炎光 | 1,175 | 57.04 | 不適用 |
|        | 社民連 | 3. 翁洛興 | 572   | 27.77 | 不適用 |
| 多数票 | 多数票 | 多数票    | 603‬   | 29.27 | 不適用 |

| 政党   | 政党   | 候选人    | 票数 | %     | ±      |
| ------ | ------ | --------- | ---- | ----- | ------ |
|        | 民建聯 | 1. 林永聰 | 482  | 20.22 | 不適用 |
|        | 無黨派 | 2. 李玲鳯 | 227  | 9.52  | 不適用 |
|        | 前綫   | 3. 王學今 | 748  | 31.38 | 不適用 |
|        | 無黨派 | 4. 陳炎光 | 927  | 38.88 | 不適用 |
| 多数票 | 多数票 | 多数票    | 603‬  | 29.27 | 不適用 |

| 政党   | 政党   | 候选人    | 票数 | %     | ±      |
| ------ | ------ | --------- | ---- | ----- | ------ |
|        | 民建聯 | 1. 陳靜霞 | 596  | 37.82 | 不適用 |
|        | 民主黨 | 2. 譚權   | 980  | 63.18 | 不適用 |
| 多数票 | 多数票 | 多数票    | 384‬  | 25.36 | 不適用 |

| 政党   | 政党        | 候选人 | 票数     | %      | ±      |
| ------ | ----------- | ------ | -------- | ------ | ------ |
|        | 港同盟/匯點 | 譚權   | 自動當選 | 不適用 | 新選區 |
| 多数票 | 多数票      | 多数票 | 新選區   | 新選區 | 新選區 |